# Emoia slevini
Emoia slevini este o specie de șopârle din genul Emoia, familia Scincidae, descrisă de Walter Varian Brown și Falanruw în anul 1972. Conform Catalogue of Life specia Emoia slevini nu are subspecii cunoscute.